# Ротор Оніпка

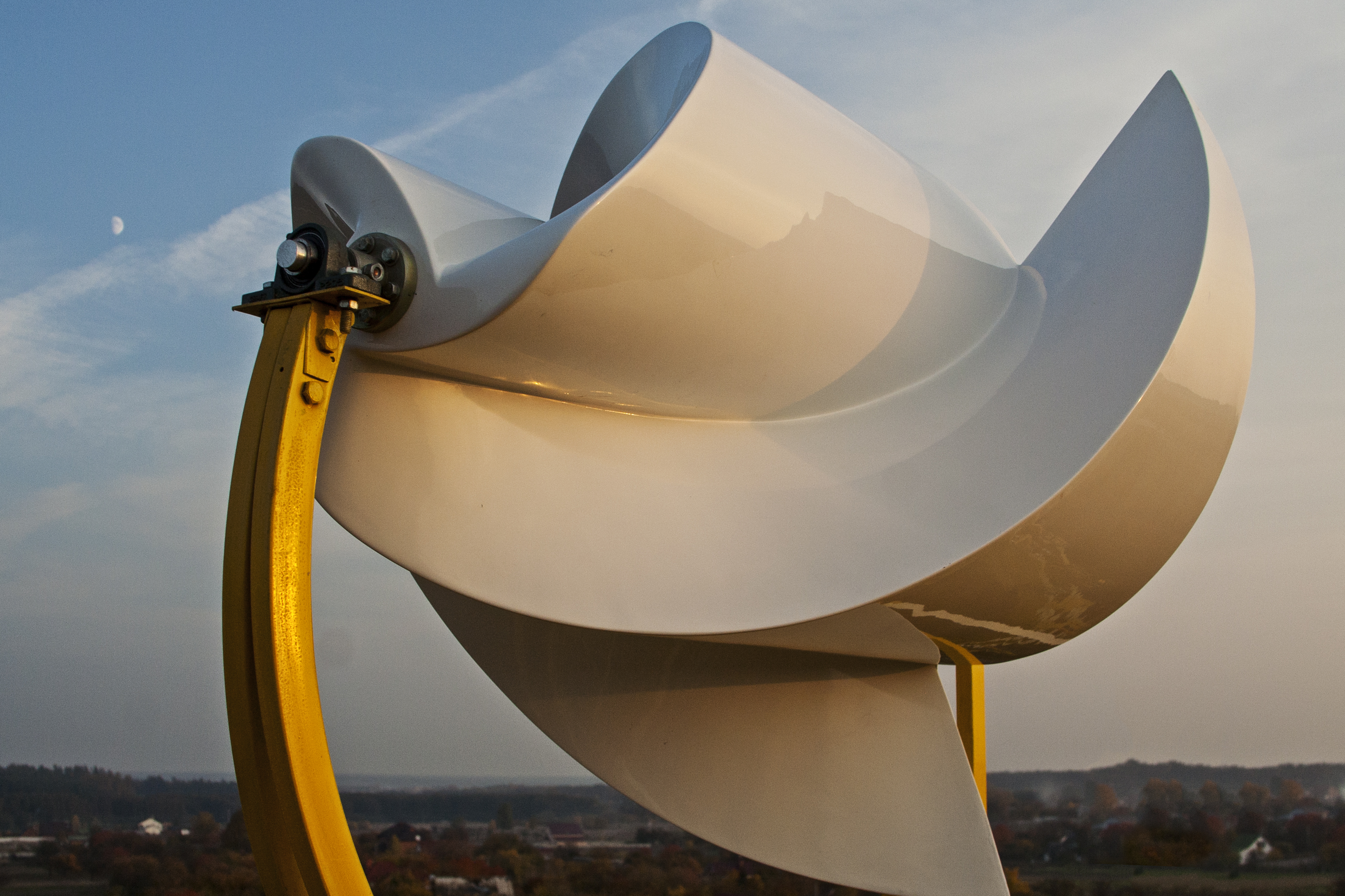

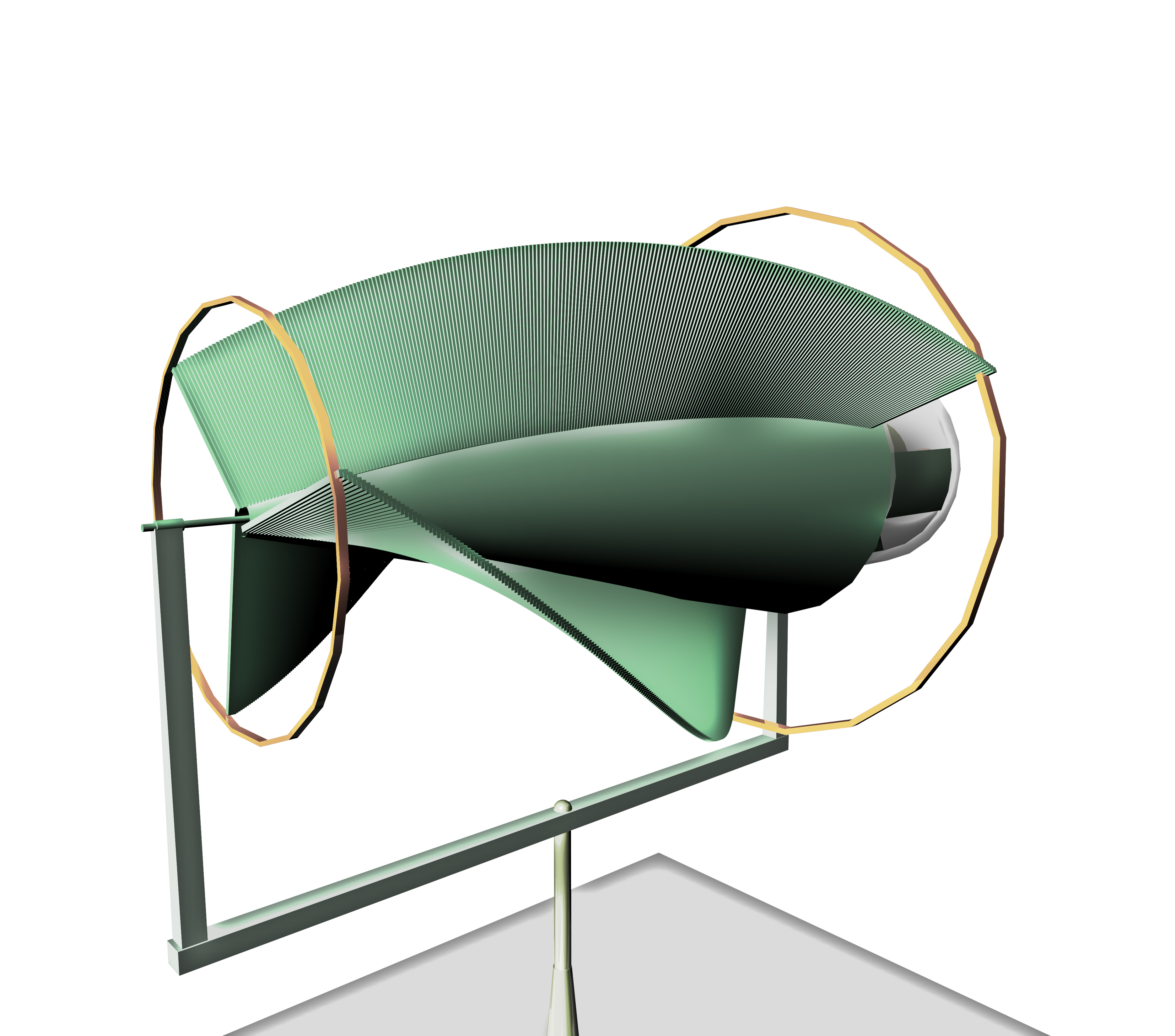
Концепт ротора

Ротор Оніпка — інноваційний вітрогенератор шнекового типу для малих і середніх вітрів, винайдений українським вченим Олексієм Оніпком[ангажоване джерело].
Вітрогенератор має форму конусоподібного шнека, який зорієнтований вершиною проти вітру. Дозволяє виробляти енергію при швидкості вітру починаючи від 0,3 м/с, що є характерним для «вітрильних» турбін з горизонтальною віссю (для порівняння — промислові вітрогенератори потребують швидкості вітру від 3 м/с). Ротор характеризується розробником як ефективний, безшумний та безпечний для птахів — з ККД близьким до теоретичного максимуму 59,3% та рівнем шуму 50 дБ.
В 2013 році на міжнародному конкурсі з відновлювальної енергетики (м. Нюрнберг, Німеччина) винахід отримав нагороду Міжнародної федерації асоціацій винахідників — Гран-прі «Зелений Оскар».
Популярний об'єкт аматорського конструювання.

## Критика
Група російських дослідників, ґрунтуючись на результатах власних експериментів з ротором, довела його низьку ефективність як вітрогенератора.